# Mongočejacha
La Mongočejacha (in russo Монгочеяха?) è un fiume della Russia siberiana occidentale tributario del mare di Kara. Scorre nella penisola di Gyda, nella parte settentrionale del Bassopiano della Siberia occidentale (Circondario autonomo Jamalo-Nenec).
Il fiume scorre con direzione dapprima orientale, poi mediamente settentrionale e infine nord-occidentale, lungo il confine tra il Territorio di Krasnojarsk e la Jamalia. Sfocia nel lo stretto di Olenij, che divide la penisola di Gyda dall'isola Olenij. La sua lunghezza è di 339 km; il bacino è di 2 760 km².